# Сопетран
Сопетран (исп. Sopetrán) — город и муниципалитет на северо-западе Колумбии, на территории департамента Антьокия. Входит в состав субрегиона Западная Антьокия.

## История
До прибытия испанских колонистов эта местность была заселена общинами индейцев нутаб и тахами. Прибывшие колонисты 22 февраля 1616 года основали здесь поселение Лос-Гуамас. Позднее поселение получило название Сопетран в честь образа Богоматери Сопетранской.
Муниципалитет Сопетран был выделен в отдельную административную единицу в 1814 году.

## Географическое положение

Муниципалитет Сопетран

Город расположен в центральной части департамента, в гористой местности Центральной Кордильеры, к востоку от реки Каука, на расстоянии приблизительно 28 километров к северо-западу от Медельина, административного центра департамента. Абсолютная высота — 733 метра над уровнем моря.

Муниципалитет Сопетран граничит на севере с муниципалитетом Олая, на северо-востоке и востоке — с муниципалитетом Бельмира, на юге — с муниципалитетами Сан-Херонимо и Эбехико, на западе — с муниципалитетом Санта-Фе-де-Антьокия. Площадь муниципалитета составляет 223 км².

## Население
По данным Национального административного департамента статистики Колумбии, совокупная численность населения города и муниципалитета в 2013 году составляла 14 453 человек.
Динамика численности населения муниципалитета по годам:
| 2005   | 2006   | 2007   | 2008   | 2009   | 2010   | 2011   | 2012   | 2013   |
| ------ | ------ | ------ | ------ | ------ | ------ | ------ | ------ | ------ |
| 13 385 | 13 548 | 13 687 | 13 816 | 13 942 | 14 067 | 14 193 | 14 327 | 14 453 |

Согласно данным переписи 2005 года мужчины составляли 50,2 % от населения Сопетрана, женщины — соответственно 49,8 %. В расовом отношении белые и метисы составляли 87,5 % от населения города; негры, мулаты и райсальцы — 12,5 %.
Уровень грамотности среди всего населения составлял 89,2 %.

## Экономика
Основу экономики Сопетрана составляет сельскохозяйственное производство. На территории муниципалитета выращивают кофе, бананы, кукурузу, юкку, а также различные овощи и фрукты. Развито скотоводство.

70 % от общего числа городских и муниципальных предприятий составляют предприятия торговой сферы, 19,7 % — предприятия сферы обслуживания, 9,1 % — промышленные предприятия, 1,2 % — предприятия иных отраслей экономики.